# بازاریابی موبایلی
بازاریابی موبایلی یک روش از بازاریابی به وسیله تلفن‌های همراه مانند گوشی‌های هوشمند است. بازاریابی موبایلی یا Mobile marketing، برای فروشندگان امکاناتی از قبیل زمان، مکان و اطلاعات خصوصی‌شده فراهم آورده‌است که باعث بهبود کالاها، خدمات و ایده‌های شما می‌شود.
اما برای انجام این کار چند روش وجود دارد که به اختصار آن‌ها را بیان می‌کنیم:

## اهمیت بازاریابی موبایلی
بازاریابی موبایلی (Mobile Marketing) استراتژی بازاریابی دیجیتالی چندکاناله‌ای است که هدف آن دستیابی به مخاطبان هدف در تلفن‌های هوشمند، تبلت‌ها و سایر دستگاه‌های همراه آن‌ها ازطریق وب‌سایت‌ها، ایمیل، SMS و MMS، رسانه‌های اجتماعی و اپلیکیشن‌ها است.
تلفن همراه شیوهٔ تعامل مردم با برندها را دگرگون کرده‌است. امروزه تمام کارهایی را که می‌توان با رایانهٔ رومیزی انجام داد، در دستگاه‌های همراه هم در دسترس هستند. انجام تمام کارهایی مانند مشاهدهٔ ایمیل‌ها، بازدید از وب‌سایت و خواندن مطالب در صفحهٔ نمایش کوچک دستگاه‌های همراه نیز امکان‌پذیر است. جالب است بدانید که:
- ۸۰٪ کاربران اینترنت، گوشی هوشمند دارند.
- پلتفرم‌های موبایل مانند گوشی‌های هوشمند و تبلت‌ها تا ۶۰٪ از زمانی را که کاربران در ایالات متحده در رسانه‌های دیجیتالی می‌گذرانند، میزبانی می‌کنند.
- گوگل اعلام کرده‌است که از پایان سال ۲۰۱۵ میزان جستجو با گوشی‌های تلفن همراه از تعداد جستجوهایی که توسط رایانه‌های رومیزی انجام می‌شود، فراتر رفته‌است.

برای تبلیغات موبایلی مؤثر، به درک مخاطبان خود، طراحی محتوا با درنظر داشتن پلتفرم‌های موبایل و استفادهٔ راهبردی از بازاریابی SMS/MMS و اپلیکیشن‌های موبایل نیاز دارید.

## روش‌های بازاریابی موبایلی
1. بازاریابی پیامکی: این روش از طریق ارسال پیامک صورت می‌گیرد که به دلیل اینکه فرستنده می‌تواند اطمینان حاصل کند که مخاطب خود پیام را دریافت کرده، رایج‌ترین روش بازاریابی موبایلی می‌باشد.
2. بازاریابی MMS: این روش از طریق ارسال فایل فیلم یا عکس به مخاطب صورت می‌گیرد.
3. بازاریابی برنامه‌ای: در این روش بازاریاب با ایجاد یک برنامه حول محور محصول یا خدماتی که قصد ارائه آن را دارد، با مخاطب خود ارتباط بر قرار می‌کند.
4. بازاریابی درون بازی: همان‌طور که در اکثر بازی‌های موبایل مشاهده کرده‌اید، در قسمتی از یک بازی یک پیغام تبلیغاتی به نمایش در می‌آید، که این پیغام می‌تواند جای خود را به محصول یا خدمت مورد نظر شما بدهد. البته یک نکته قابل ذکر است و آن اینکه اگر خود بازی مورد نظر را طراحی نکرده‌اید و قصد دارید این کار را به یک بازی که از قبل طراحی شده‌است بسپارید، بهتر است این بازی مخاطبین زیادی داشته باشد تا اینکه تعداد افرادی که پیغام شما را می‌بینند افزایش یابد. این پیغام می‌تواند شامل آدرس سایت شما یا هر چیز دیگری باشد.
5. بازاریابی موبایلی وب‌محور: این روش شامل طراحی صفحات وب برای موبایل بوده، که از اندازه خاصی پیروی می‌کند و استاندارهای ویژه‌ای دارد.
6. کدهای QR: این کدها این امکان را به مخاطبین می‌دهند که به جای وارد کردن آدرس یک سایت، با اسکن یک کد دوبعدی به یک صفحه از وب دسترسی پیدا کنند. طریقه استفاده از آن‌ها هم به این صورت است که شما می‌توانید این کدها را در صفحات وب، بر روی کالای خود، هدایا و بنرهای تبلیغاتی خود در سطح شهر استفاده کنید.

## نگرانی های حریم خصوصی
تبلیغات موبایلی روز به روز محبوبیت بیشتری پیدا کرده است. با این حال، برخی از تبلیغات تلفن همراه بدون مجوز لازم از مصرف کننده ارسال می شود که باعث نقض حریم خصوصی می شود. باید درک کرد که صرف نظر از اینکه پیام‌های تبلیغاتی چقدر خوب طراحی شده‌اند و چه تعداد امکانات اضافی ارائه می‌دهند، اگر مصرف‌کنندگان اطمینان نداشته باشند که حریم خصوصی آنها محافظت می‌شود، این امر مانع گسترش گسترده آنها خواهد شد. اما اگر پیام‌ها از منبعی که کاربر در یک برنامه رابطه/وفاداری ثبت‌نام کرده است منشأ می‌گیرد، حریم خصوصی نقض‌شده تلقی نمی‌شود و حتی وقفه‌ها می‌توانند حسن نیت ایجاد کنند.
موضوع حفظ حریم خصوصی مانند قبل با ورود شبکه های داده تلفن همراه برجسته تر شد. تعدادی از نگرانی‌های مهم جدید عمدتاً ناشی از این واقعیت است که دستگاه‌های تلفن همراه کاملاً شخصی هستند و همیشه همراه کاربر هستند، و چهار نگرانی عمده را می‌توان شناسایی کرد: هرزنامه تلفن همراه، شناسایی شخصی، اطلاعات مکان و امنیت بی‌سیم. حضور جمعی از کاربران تلفن همراه را می توان به روش حفظ حریم خصوصی ردیابی کرد.

## طبقه بندی
کاپلان بازاریابی موبایلی را در امتداد میزان دانش مصرف کننده و محرک ارتباط به چهار گروه دسته بندی می کند: غریبه ها، گروهی ها، قربانیان و مشتریان. دانش مصرف کننده می تواند بالا یا پایین باشد و سازمان ها با توجه به درجه آن می توانند پیام های خود را برای هر کاربر شخصی سفارشی کنند، مشابه ایده بازاریابی یک به یک. با توجه به محرک ارتباط، کاپلان بین ارتباطات فشاری که توسط سازمان آغاز می شود و ارتباط کششی که توسط مصرف کننده آغاز می شود تفاوت قائل می شود. در گروه اول (دانش پایین/فشار)، سازمان ها یک پیام کلی را برای تعداد زیادی از کاربران تلفن همراه پخش می کنند. با توجه به اینکه سازمان نمی تواند بداند که پیام در نهایت به کدام مشتریان رسیده است، از این گروه به عنوان "غریبه" یاد می شود. در گروه دوم (دانش/کشش کم)، مشتریان دریافت اطلاعات را انتخاب می‌کنند اما هنگام انجام این کار، خود را شناسایی نمی‌کنند. بنابراین سازمان‌ها نمی‌دانند دقیقاً با کدام مشتریان خاص سروکار دارند، به همین دلیل است که این گروه «گروه‌ها» نامیده می‌شود. در گروه سوم (دانش/فشار بالا) که به آنها «قربانیان» گفته می‌شود، سازمان‌ها مشتریان خود را می‌شناسند و می‌توانند بدون درخواست مجوز برای آنها پیام‌ها و اطلاعات ارسال کنند. آخرین گروه (دانش/کشش بالا)، «حامیان» موقعیت‌هایی را پوشش می‌دهند که در آن مشتریان به طور فعال اجازه می‌دهند با آنها تماس گرفته شود و اطلاعات شخصی در مورد خود ارائه دهند، که امکان برقراری ارتباط یک به یک را بدون خطر آزار دادن آنها فراهم می‌کند.